# Effetto Westermarck

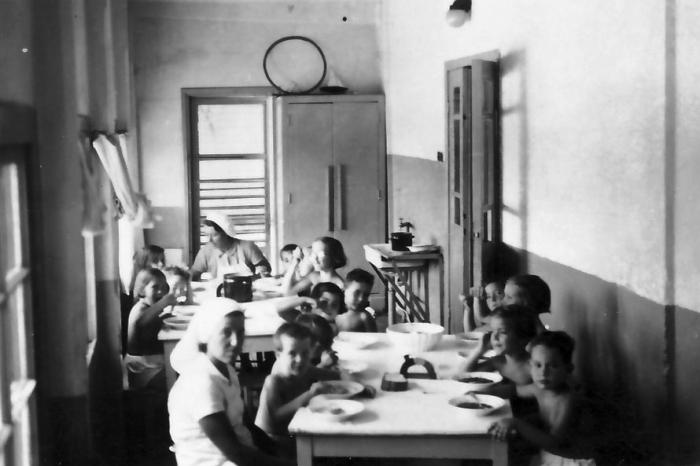
Un gruppo di ragazzi del Kibbutz di Gan Shmuel, fine anni Trenta

L'effetto Westermarck è un ipotetico effetto psicologico secondo il quale le persone che vivono a stretto contatto domestico durante i primi anni della loro vita vengono desensibilizzati a una successiva attrazione sessuale. Questo fenomeno, che potrebbe spiegare l'origine del tabù dell'incesto, è stato ipotizzato per la prima volta dall'antropologo finlandese Edvard Westermarck nel suo libro La storia del Matrimonio Umano, nel 1891.
Vi sono numerose prove empiriche che sembrano supportare questa tesi. Le osservazioni interpretate come prova dell'effetto Westermarck sono state da allora verificate in molti ambienti e culture, come nei kibbutzim israeliani, nei matrimoni combinati Shim-Pua in Cina così come nelle famiglie biologicamente imparentate.
Nel caso dei kibbutzim israeliani (fattorie collettive), i bambini erano suddivisi in gruppi comunali basati sull'età piuttosto che sulle relazioni biologiche. Uno studio sui legami matrimoniali dei suddetti bambini negli anni successivi rivelò che su quasi 3.000 matrimoni avvenuti all'interno del sistema del kibbutz, solo quattordici erano tra bambini dello stesso gruppo. In questi quattordici matrimoni, nessuno aveva conosciuto la propria controparte durante i primi sei anni di vita. Questo risultato suggerisce che l'effetto Westermarck operi tra la nascita e il sesto anno di vita.
Sigmund Freud sosteneva che i bambini provino un'attrazione naturale per gli altri membri della famiglia (teoria del Complesso di Edipo), rendendo necessario per la società la creazione del tabù dell'incesto, mentre Westermarck sosteneva l'opposto, cioè che i tabù si originano naturalmente come prodotto di attitudini innate.

## Critiche
Alcuni sociologi e antropologi hanno criticato la validità della ricerca presentata a sostegno dell'effetto Westermarck e la tesi secondo cui serve come dimostrazione definitiva della veridicità della teoria della selezione naturale come spiegazione del comportamento umano. Ad esempio, uno studio del 2009 di Eran Shor e Dalit Simchai ha dimostrato che, sebbene la maggior parte dei giovani cresciuti strettamente insieme nei kibbutzim israeliani non si sposassero l'un con l'altra, gli stessi riferivano di essere sostanzialmente attratti dai coetanei con cui erano cresciuti. Gli autori concludono che il caso dei kibbutzim in realtà fornisce scarso supporto all'effetto Westermarck e che la vicinanza infantile non può di per sé produrre repulsione sessuale senza l'esistenza di pressioni e norme sociali.
Tuttavia, lo storico austriaco Walter Scheidel sostiene che le recenti ricerche hanno sollevato un certo sostegno all'ipotesi di Westermarck, sostenendo che gli studi dimostrano che il matrimonio tra cugini in Libano ha un tasso di successo inferiore se i cugini sono cresciuti come se fossero fratelli; che i matrimoni tra cugini primi in Pakistan hanno più successo qualora ci sia una sostanziale differenza di età tra i coniugi; nonché una ridotta attrazione coniugale tra i cugini che sono cresciuti dormendo nella stessa stanza in Marocco. Le prove indicano anche che i cugini separatisi per lunghi periodi di tempo durante l'infanzia avevano maggiori probabilità d'aver avuto rapporti sessuali tra loro.
Lo psicologo americano Jesse Bering cita numerosi studi che sembrano contraddire la tesi che vede l'effetto Westermarck come un processo di apprendimento innato; invece, potrebbe trattarsi di un fenomeno culturale. Le persone sembrano avere preferenze sessuali verso i volti che assomigliano ai loro genitori o ai loro. Se corretto, ciò suggerirebbe che la teoria freudiana del complesso di Edipo sia per molti versi corretta.